# تصدي الإنسان للكوارث
سُجل تصدي الإنسان للكوارث عبر تاريخ البشرية. في العصور القديمة، غالبًا ما كان يُنظر إلى الكوارث أنها نتيجة لإبداء إله أو كائن إلهي أو مخلوق روحي استياءه من السلوك البشري. بدأ البشر في رؤية الكوارث بوصفها أحداثًا طبيعية تسببت في دمار مادي وفوضى اجتماعية للأفراد والمجتمعات والمجتمعات بدلًا من كونها استجابات للأفعال البشرية. نشأ مصطلح «أسطورة الكارثة» لوصف الاعتقاد بأن الناس سوف يتصرفون بطريقة غير عقلانية وغير منضبطة وحتى متطرفة خارج المعايير الاجتماعية العادية والمقبولة، رغم الأدلة على أن المؤيدين يؤكدون خلاف ذلك. ويذكر أنصار المصطلح كذلك أن الناس لن يتصرفوا بشكل غير عقلاني إلا في أسوأ الظروف عندما يكون الخطر الرهيب وشيكًا ولا يوجد سبيل للهروب. وهم يجادلون بأن هذه الخرافات المتعلقة بالكوارث تسبب تأثيرًا سلبيًا عندما تسبب قيام الأشخاص والمسؤولين ومنظمات الإغاثة في حالات الكوارث باتخاذ قرارات ضارة أو غير صحيحة بشأن التخطيط والتصدي للكوارث. 

## الذعر/الخوف
إحدى الأساطير الشائعة عن الكوارث هي أن الناس يطورون خوفًا لا يمكن التغلب عليه وغير منطقي في مواجهة الكارثة. وهذا الخوف بدوره يصبح معديًا، وينتشر للآخرين، ويدفع الناس إلى الفرار دون تفكير وبطريقة فوضوية قد تؤذي من حولهم.  في الواقع، يمكن توقع العكس تمامًا في معظم الحالات. حتى عند التعرض للضغط المتزايد من الزلزال، منذ وصولهم دون سابق إنذار ولا يُعرف متى ستنتهي الهزات الارتدادية، يستمر الناس في التصرف بعقلانية. لا يقتصر الأمر على ذعر قلة من الناس، بل إن معظمهم غير مستعدين للمشاركة في إخلاء منظم. يميل أولئك الذين يعيشون في منطقة الكارثة إلى البقاء في مكانهم. الوحيدون الذين يفرون عادة هم الزوار والسياح والعابرون. تجذب الكوارث الناس إلى المنطقة. يريد البعض المساعدة في حين يريد الآخرون فقط رؤية الدمار. يميل عامة الناس والمنظمات المشاركة في التخطيط لحالات الطوارئ وإدارتها والتصدي لها جميعًا إلى قبول أسطورة الكارثة هذه بوصفها حقيقة. قد يسبب الذعر ضررًا للآخرين إذا فر الناس دون تفكير. قد يكون البقاء في المكان أسوأ لأن الناس لا يفلتون من أضرار الكارثة والدمار. عند الضرورة، يجب على الناس الإخلاء بطريقة منظمة لتجنب الكارثة. ويوفر فرصة لمساعدة الآخرين على الإخلاء ممن قد يحتاجون إلى المساعدة. قد تؤدي أسطورة الذعر إلى توخي الحذر لدى المسؤولين عند إصدار النشرات العامة. بواسطة عدم الرغبة في إثارة الذعر المعتقد أو تضخيمه، قد ينتظر المسؤولون وقتًا طويلاً لتقديم المعلومات التي يجب على الجمهور التصرف بناءً عليها. لتجنب المساهمة في أو زيادة مستوى هذا الذعر الأسطوري، اختار المسؤولون أيضًا عدم مشاركة المعلومات حول الاستعدادات لبعض أنواع الكوارث -مثل الهجمات الكيميائية والبيولوجية. شوهد نقيض أسطورة الهلع مع إذاعة أورسون ويلز «حرب العوالم» سنة 1938، وحريق ملهى Cocoanut Grove الليلي عام 1942، ومع اقتراب إعصار كارلا من مناطق ساحل الخليج في تكساس ولويزيانا سنة 1961. ساد السلوك العقلاني أيضًا بعد الزلازل في أوروبا وأمريكا الشمالية والجنوبية وآسيا. رغم التقارير العديدة عن انتشار الذعر،أثبتت الأدلة فيما بعد خلاف ذلك. أسطورة الذعر التي أثرت في التحذيرات الرسمية للسلطات شوهدت في المكسيك عندما فاض نهر ريو غراندي، وفي إيطاليا في أثناء فيضان مدينة فلورنسا، وبعد ثوران بركاني في اليابان. في الحالات التي اختارت فيها السلطات إرسال الجيش بدلاً من المنظمات الإنسانية ردًا على إعصار كاترينا، كان الهدف في جزء منه المساعدة في الإدارة والسيطرة على حالة الذعر المتصورة بين السكان.

## الجريمة
انتشار النهب في أعقاب الكوارث هو أسطورة أخرى شائعة.يُعتقد أن الكوارث توفر غطاءً للنشاط الإجرامي. في هذا السيناريو، يستفيد الناس من هيئات إنفاذ القانون والوكالات الأخرى المسؤولة عن الحفاظ على السلام والسلامة والأمن التي تنشغل بجهود الاستجابة للكوارث والإغاثة. يعتقد الناس أن المجرمين سوف يستغلون الكارثة فرصةً للنهب بسبب انتشار المنازل والمتاجر التي تم إخلاؤها ومهجورة وغير محمية. قد يحدث النهب، لكنها دائمًا حوادث فردية. والكثير من عمليات النهب المبلغ عنها إما أنها خاطئة تمامًا أو، في أسوأ الأحوال، ناجون يائسون يبحثون عن الضروريات. لكن لأن الناس يعتقدون أن النهب يحدث، فهم يرفضون في كثير من الأحيان المغادرة رغم الدمار والأضرار التي لحقت بالكارثة من أجل حماية منازلهم وممتلكاتهم. عندما لا يحدث نهب، يميل الناس إلى الاعتقاد بأن السبب في ذلك هو وجود حماية كافية لمنعها بدلًا من عدم وجود اللصوص في المقام الأول. وأيضًا، ينتهي الأمر بالمسؤولين الذين يؤمنون بهذه الأسطورة إلى تكليف أفراد بدور حماية بدلًا من مهمة إنقاذ أو إغاثة أو دعم لوجستي أهم. وقد لوحِظ عدم وجود صلة بين الكوارث والنهب في معدلات السرقة والسطو التي انخفضت في الواقع بعد إعصار بيتسي سنة 1965. شوهد تأثير هذه الأسطورة أيضًا خارج الولايات المتحدة كما يتضح من العديد من الغواتيماليين الذين بقوا بعد زلزال عام 1976 خوفًا من سرقة حيواناتهم ومنازلهم وممتلكاتهم.